# Enbridge
Enbridge, «Э́нбридж» — канадская компания энергетического сектора, входящее в состав базы расчёта индекса S&P/TSX 60. Штаб-квартира находится в Калгари. Основной деятельностью является строительство и обслуживание трубопроводов для нефти и природного газа.
В списке крупнейших компаний мира Forbes Global 2000 за 2022 год заняла 144-е место (296-е по размеру выручки, 237-е по чистой прибыли, 303-е по активам и 147-е по рыночной капитализации).

## История
Первоначально компания была зарегистрирована как Interprovincial Pipe Line (IPL) в 1949, вскоре после обнаружения первой канадской нефти в Ледюке. Первый трубопровод был построен для транспортировки нефти из Западной Канады к нефтеперегонным заводам на востоке. В 1950 голу расширила деятельность на США. В 1953 году акции компании были размещены на фондовых биржах Торонто и Монреаля. В 1990-х годах кроме трубопроводов начала заниматься газораспределительными сетями и электроэнергетикой. В 1998 году IPL сменила название на Enbridge Pipelines, название составлено из английских слов «energy» (энергия) и «bridge» (мост). В 2016 году поглотила техасскую компанию Spectra Energy, сумма сделки составила 26 млрд долларов.

## Деятельность
Основные подразделения:
- Liquids Pipelines — транспортировка нефти и нефтепродуктов по системе трубопроводов;
- Gas Transmission and Midstream— сбор природного газа и транспортировка его по газопроводам;
- Gas Distribution and Storage — газохранилища и газораспределительные станции и сети;
- Renewable Power Generation — возобновляемая энергетика (ветряные, солнечные и геотермальные электростанции);
- Energy Service — торговля энергоносителями.